# Evgueni Chevtchouk
Pour les articles homonymes, voir Chevtchouk.
Evgueni Vassilievitch Chevtchouk (en russe : Евгений Васильевич Шевчук, en ukrainien : Євген Васильович Шевчýк), né le 19 juin 1968 à Rîbnița, est un homme politique moldave de Transnistrie, dont il est le président de 2011 à 2016.

## Biographie
Né à Rîbnița, alors en République socialiste soviétique moldave en Union soviétique, Evgueni Chevtchouk appartient à la communauté ukrainienne et est de confession orthodoxe. Marié à Nina Chtanski (son ancienne ministre des affaires extérieures jusqu'en 2015), il est le père d'un enfant.
Evgueni Chevtchouk est un juriste ayant travaillé aussi bien dans le public que dans la sphère privée.

### Formation et débuts de carrière
Il poursuit d'abord ses études à l'académie d'agriculture de Kiev, à la faculté de mécanique, et après avoir reçu son diplôme entre à la faculté de droit de l'université d'État de Transnistrie Chevtchenko (à Tiraspol) et ensuite à l'académie d'administration du ministère de l'Intérieur de la fédération de Russie (à Moscou) dans une spécialité de défense des droits civils. Il fait ensuite un stage à Londres organisé par l'académie du commerce extérieur de Russie et suit des formations financées par le gouvernement britannique pour les futurs cadres dirigeants d'Europe orientale.
Il travaille de 1992 à 1998 au ministère de l'Intérieur de Transnistrie au département de lutte anti-corruption économique et démissionne avec le rang de capitaine. Il entre alors à la compagnie Sheriff (1re compagnie du pays) comme directeur adjoint. Deux ans plus tard, il entre à la banque Agroprombank comme gérant de filiale.

### Parlementaire
La même année, il est élu au Conseil suprême de Transnistrie dont il est vice-président. Il en préside également le comité d'économie politique, du budget et des finances, ainsi que le comité des relations extérieures. À partir de 2003, il est coprésident de la délégation d'État de Transnistrie pour les pourparlers avec la république de Moldavie dans le cadre d'une commission constitutionnelle commune.
Son parti, le Renouveau, obtient la majorité en 2005 et il est élu président du parlement. Membre de l'opposition au Parlement avant décembre 2005, il mena une réforme qui modifia le code électoral de la Transnistrie.  
Parmi les modifications apportées figure l'exigence que la sélection des chefs de bureau de vote s'effectue uniquement au vu de qualifications techniques, mais aussi celle interdisant à l'ensemble des médias détenus par l'État de publier les résultats électoraux ou toute prévision de résultats avant la fin du comptage des voix, afin que les électeurs ne puissent être influencés.
Dans un rapport de 2005, l'Assemblée parlementaire du Conseil de l'Europe souligne le fait que, grâce aux réformes menées par Evgueni Chevtchouk et son bloc à l'Assemblée, la Transnistrie se rapprochait du pluralisme.
Le 22 juillet 2009, il démissionne de son poste de président du Parlement. Il a cité comme principale explication la tentative controversée de réforme de la Constitution par le Président Igor Smirnov.
Il démissionne de la tête du parti Renouveau  le 20 juillet 2010.

### Présidence
Le 11 décembre 2011, il est crédité de 38,55% des voix au premier tour de l'élection présidentielle et il est élu le 25 décembre suivant au 2e tour avec 73,88 % des voix, contre Anatoli Kaminski. La commission centrale électorale le reconnaît comme président le lendemain et il entre en fonction le 30 décembre. En tant que président, il est également à la tête des forces armées du pays.
Il rencontre le 18 juin 2012, dans le cadre d'une visite de travail, Dmitri Rogozine, vice-président du gouvernement de la fédération de Russie. Le 19 juin 2012, il préside les commémorations de Tighina marquant le vingtième anniversaire de l'affrontement avec la Moldavie, en mémoire des soldats tombés.
En juin 2012, il réduit le service militaire de 18 à 12 mois.
En mars 2013, il participe à la table ronde qui se déroule à Odessa et qui est organisée par le mouvement « Choix ukrainien » dont le thème est « Aspects économique du choix stratégique de l'Ukraine à propos des questions mutuelles avec les pays de l'Union douanière et de l'Espace économique uni eurasiatique. »
Il rencontre de nouveau Dmitri Rogozine à Moscou, le 5 juin 2013, ainsi que le président de l'Inter RAO, Boris Kovaltchouk. Il rencontre le 14 juin 2013 le président du club d'Izborsk, Alexandre Prokhanov, à propos de la question de l'intégration économique de la Transnistrie. Le président Chevtchouk se rend en visite officielle dans l'entité non reconnue de l'Ossétie du Sud les 25 et 26 août suivants, où ont lieu des cérémonies marquant la reconnaissance par la Russie du vote de l'indépendance du pays (vote non reconnu par la plupart des pays de l'ONU).

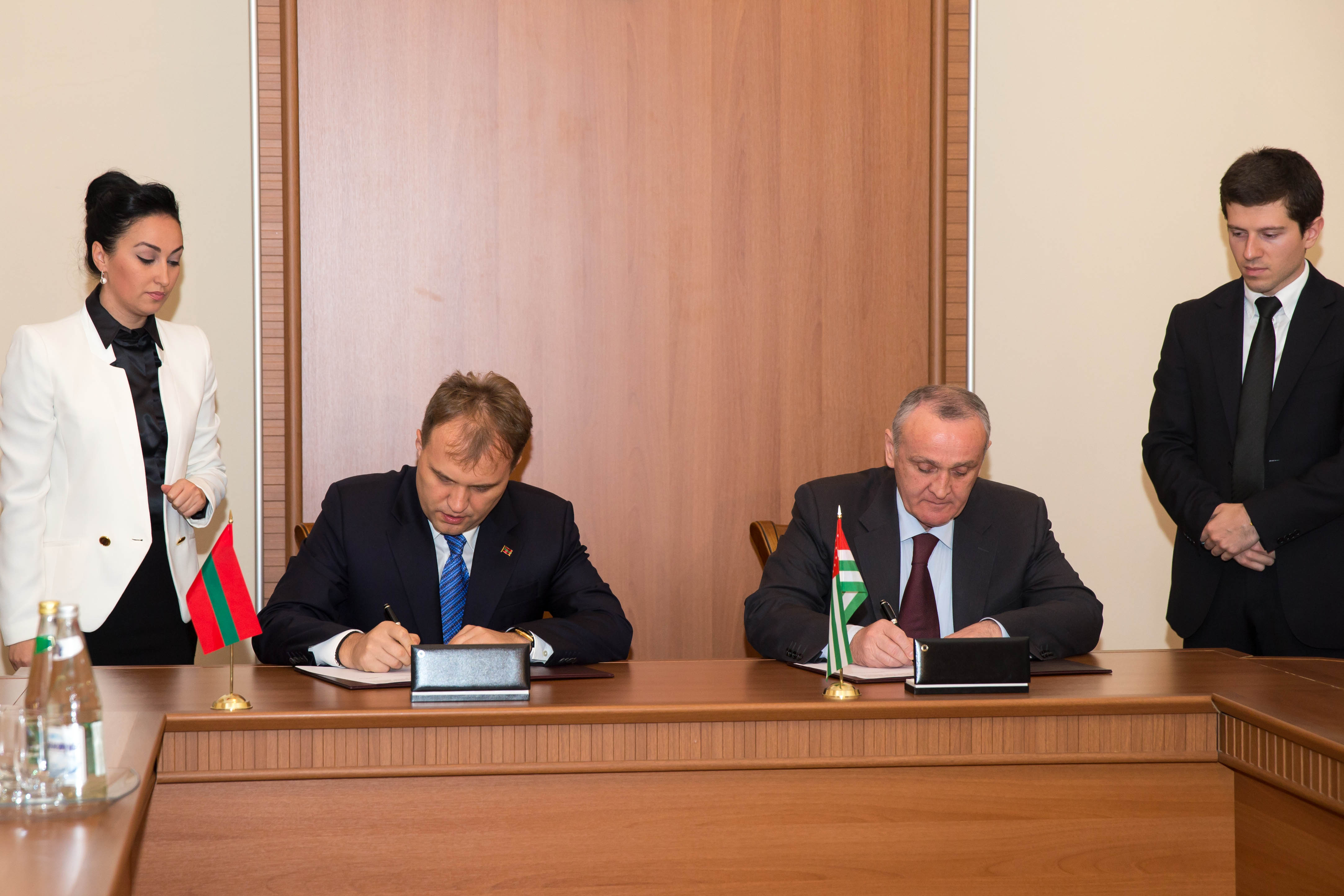
Signature de l'accord du 29 septembre 2013 avec le président abkhaze

Il reçoit le 8 septembre 2013 la visite du patriarche Cyrille de Moscou en visite pastorale de deux jours en Transnistrie.  Le 23 septembre 2013, il reçoit la visite du premier ministre de Moldavie, Iurie Leancă, qui aboutit à la prolongation de l'accord de 2005 sur la traversée du territoire de Transnitrie par les trains de marchandises en provenance de Moldavie. Le 29 septembre 2013 le président d'Abkhazie, Alexandre Ankvab, signe avec lui le prolongement de l'accord d'amitié et de coopération de 1993 entre les deux entités. Evgueni Chevtchouk se rend à Soukhoumi le 30 septembre suivant pour discuter des perspectives de développement entre les deux territoires. Il retourne à Moscou le 25 octobre 2013 pour rencontrer Dmitri Rogozine, après que le gouvernement de la Moldavie eut décidé de signer un protocole unilatéral d'association avec l'Union européenne. Chevtchouk rencontre ensuite les 30 et 31 octobre en Bavière à Landshut le premier ministre de Moldavie dans la perspective de normaliser les relations entre la Moldavie et la Transnistrie. Cette rencontre est évoquée lors d'une conférence de presse le 4 novembre retransmise par la télévision de Transnistrie. Il refait une conférence de presse le 26 décembre, cette fois-ci devant les journalistes de Transnistrie, de Moldavie et de Russie. 
Candidat à un deuxième mandat, il est battu le 11 décembre 2016 par Vadim Krasnosselski qui l'emporte avec 62 % des voix.
Son profil biographique le décrit comme un technocrate socialiste inscrit dans une perspective européenne et profondément enclin à l'idéal démocratique.